# Lasaros uppståndelses kyrka
Lasaros uppståndelses kyrka, eller Lasarus uppståndelses kyrka, (ryska: Церковь Воскрешения Лазаря; translitteration: Tserkov Voskreshenija Lazarja) är en rysk-ortodox träkyrkobyggnad belägen på ön Kizji, i den norra delen av sjön Onega i delrepubliken Karelska republiken, i västra Ryssland.
Kyrkan är helgad åt de två gestalterna Lasaros i evangelierna och tillhör Petrozavodsks stift i den Rysk-ortodoxa kyrkan.

## Historik
Enligt legenden byggdes Lasaros uppståndelses kyrka under 1300-talet av en munk vid namn Lazarus Abba (död 1391), med tanke på byggnadet av ett kloster vid namn Muromklostret. Kyrkan ska ha invigts av honom själv.
Det finns ingen bestämd uppfattning när kyrkan byggdes, men vid ett tillfälle daterades det att den skulle ha uppförts under 1300- eller 1500-talet.
Kykan är ett monument och även en av de äldsta träkyrkobyggnaderna i Ryssland.

## Kyrkan

### Exteriör
Kyrkan är 8,8 m lång och 7,1 m hög (med korset på kupolen, se bild).

### Inventarier
Inne i kyrkan finns ikoner som målades någonstans under 1500- och 1600-talet.

## Bilder

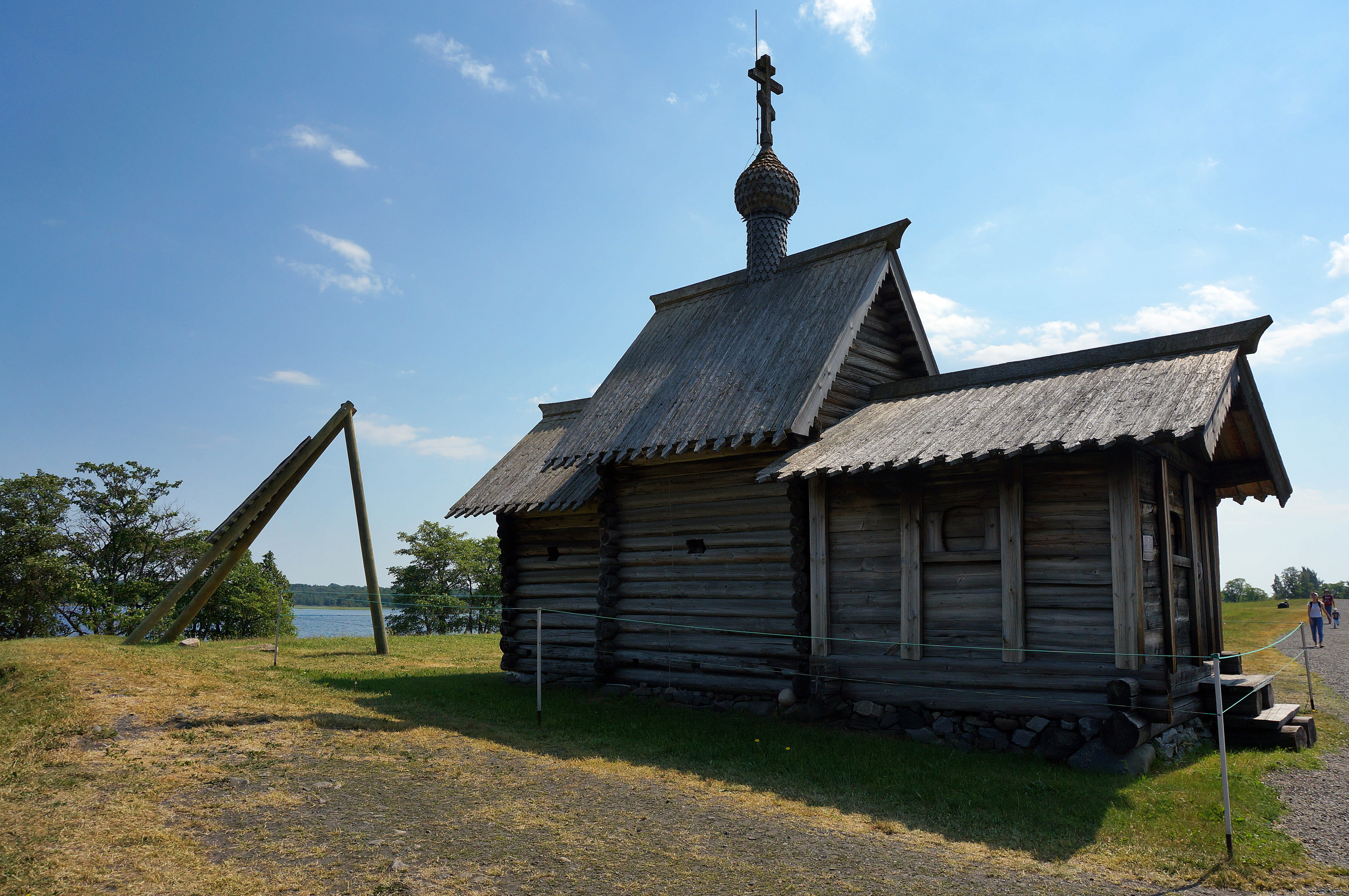
Kyrkan från andra sidan.